# Ruscy mennonici
Ruscy mennonici (niem. Russlandmennoniten) – mennonici, którzy osiedlali się od 1772 roku na zaproszenie Katarzyny II w Rosji, na terenach obecnej południowej Ukrainy, zwanej wtedy Noworosją.
Ich przodkowie przybyli z Holandii i Fryzji w XVI i XVII wieku do pozostających w polskim władaniu Prus Królewskich. Po pierwszym rozbiorze Polski musieli uchodzić przed pruskim militaryzmem (mennonici nie uznają służby wojskowej). Od 1860 roku część gmin mennonickich znalazła się pod wpływem tworzącego się na terenach Ukrainy uświęceniowego ruchu sztundystycznego.
Po roku 1871, gdy Rosja wprowadziła pobór powszechny, przenieśli się do Ameryki Łacińskiej, m.in. do Paragwaju. Ich potomkowie posługują się językiem plautdietsch, czyli archaiczną odmianą języka dolnoniemieckiego z wpływami innych języków germańskich.